# 十字架底下人物的三张习作
《十字架底下人物的三张习作》（英語：Three Studies for Figures at the Base of a Crucifixion）是一幅1944年的联画，它的作者是出生于爱尔兰的画家弗兰西斯·培根。
这幅画是基于埃斯库罗斯的著作《奥瑞斯泰亚》里面的厄里倪厄斯，即希腊神话中的三个复仇女神。画的背景以焦橙色为主，以三联画的形式构成，每格中分别有一个扭曲的拟人动物（有说是恐怖的怪物）。《三张习作》是用油彩和油蜡笔在一种木质纤维壁板上创作的，期间用了两周时间。
《三张习作》概括了培根之前的作品所表现的主题，包括他对毕加索的生物形态的见解和他对十字架和希腊复仇女神的诠释。培根没有按照他原来的打算，即画一个大的十字架场景，然后把那些动物放在十字架底下。
《三张习作》被普遍认为是培根的第一幅成熟作品。他认为在《三张习作》之前自己的作品都是离题的，致使他始终都不想在艺术市场展出这些作品。当《三张习作》在1945年第一次展出的时候，引起了一场轰动，从而使他成为战后最著名画家之一。关于《三张习作》的文化重要性的评论中，美国艺术评论家约翰·拉塞尔在1971年这样评论，“在英格兰，有一幅画超越《三张习作》，也有在它之后的，但是没有人能混淆这两幅作品。”